# Sergej Ivanov (wielrenner)
Sergej Valerjevitsj Ivanov (Russisch: Сергей Валерьевич Иванов) (Tsjeboksary, 5 maart 1975) is een voormalig professioneel Russisch wielrenner.
Ivanov was een allround-renner, die zich vooral in klassiekers en semi-klassiekers liet zien. Hij was vaak te vinden in ontsnappingen.

## Biografie
In 1996 wist Ivanov, die destijds voor CSKA Lada-Samara uitkwam, al tweede te worden in de Ronde van de Toekomst, een rittenkoers waar veel beloftevolle wielrenners aan meedoen. Daarnaast won hij drie ritten in het Circuit des Mines en één rit in de Giro del Capo.
Ivanov verruilde zijn oude ploeg een jaar later voor TVM. Namens deze ploeg werd hij onder meer drie maal op rij Russisch kampioen. Ook won hij in 2000 de E3 Prijs Vlaanderen, een belangrijke kasseiklassieker. In 2000 werd hij uit de Ronde van Frankrijk gezet omdat hij een te hoog hematocrietwaarde had, wat zou kunnen wijzen op dopinggebruik.
Na 2000 stopte TVM, inmiddels Farm Frites geheten, ermee en moest de Rus op zoek naar een nieuwe werkgever. Die vond hij in het Italiaanse Fassa Bortolo. In zijn eerste jaar voor deze ploeg, die verder renners als Alessandro Petacchi, Michele Bartoli, Ivan Basso en de Rus Dmitri Konysjev in de gelederen had, behaalde Ivanov een ritzege in de Ronde van Zwitserland. Kort daarna won hij in Aix-les-Bains de negende etappe van de Ronde van Frankrijk
Ook in de rest van zijn loopbaan bij Fassa Bortolo was Ivanov succesvol, met ritzeges in de Ronde van Nederland (2002) en de Ronde van Luxemburg (2003) en de overwinning in de eendagswedstrijd Trofeo Luis Puig.
Minder groots waren Ivanovs resultaten in de jaren 2004-2008, toen hij voor T-Mobile Team en Astana reed. In 2008 reed hij, na de Olympische Zomerspelen van 2000, opnieuw de Olympische wegrit. Hij eindigde echter pas als 78e.
In 2009 wisselde Ivanov weer van ploeg, dit keer verhuisde hij naar de Russische ploeg Katjoesja, de opvolger van het kleinere Tinkoff Credit Systems. Met deze ploeg wist hij de Amstel Gold Race op zijn naam te schrijven door de sprint te winnen van Karsten Kroon. In datzelfde jaar behaalde hij een ritzege in de Ronde van Frankrijk door de veertiende etappe te winnen.
In januari 2012 maakte de Rus bekend te stoppen met wielrennen vanwege een misverstand bij zijn ploeg Katjoesja.

## Belangrijkste overwinningen
1998
- Druivenkoers
- Russisch kampioen op de weg, Elite
- 5e en 8e etappe Ronde van Polen
- Eindklassement Ronde van Polen
- Halle-Ingooigem

1999
- Druivenkoers
- Russisch kampioen op de weg, Elite

2000
- E3 Prijs Vlaanderen
- Russisch kampioenschap
- 6e etappe Ronde van Polen
- 7e etappe Ronde van Polen

2001
- etappe in de Ronde van Zwitserland
- etappe in de Ronde van Frankrijk

2002
- Trofeo Luis Puig
- etappe in de Ronde van Nederland

2003
- 5e etappe Ronde van Luxemburg

2005
- 4e etappe Ronde van Groot-Brittannië
- Russisch kampioen op de weg, Elite

2008
- Eindklassement Ronde van het Waalse Gewest
- Russisch kampioen op de weg, Elite

2009
- Amstel Gold Race
- 1e etappe Ronde van België
- Russisch kampioen op de weg, Elite
- 14e etappe Ronde van Frankrijk

## Resultaten in voornaamste wedstrijden
| Jaar | Ronde van Italië | Ronde van Frankrijk | Ronde van Spanje |
| ---- | ---------------- | ------------------- | ---------------- |
| 1997 |                  |                     | 24e              |
| 1998 |                  | opgave              | 99e              |
| 1999 | 77e              |                     | opgave           |
| 2000 | opgave           | opgave              |                  |
| 2001 | 39e              | opgave (1)          | opgave           |
| 2002 |                  | 81e                 |                  |
| 2003 |                  |                     | 103e             |
| 2004 |                  | 57e                 | 77e              |
| 2005 | 70e              |                     | opgave           |
| 2006 |                  |                     |                  |
| 2007 |                  | opgave              |                  |
| 2008 | 43e              |                     |                  |
| 2009 |                  | 40e (1)             | opgave           |
| 2010 |                  | 109e                |                  |
| 2011 |                  |                     |                  |

| Jaar | Milaan-San Remo | Ronde van Vlaanderen | Parijs-Roubaix | Amstel Gold Race | Luik-Bast.‑Luik | Waalse Pijl | Parijs-Tours |  | WK op de weg |  | Wereldranglijsten |
| ---- | --------------- | -------------------- | -------------- | ---------------- | --------------- | ----------- | ------------ |  | ------------ |  | ----------------- |
| 1997 |                 |                      |                |                  |                 |             |              |  |              |  |                   |
| 1998 |                 |                      |                | 26e              |                 |             |              |  |              |  |                   |
| 1999 |                 |                      |                | 74e              |                 |             |              |  |              |  |                   |
| 2000 | 5e              | 47e                  |                | 54e              | 41e             | 35e         | 70e          |  |              |  |                   |
| 2001 |                 |                      |                |                  |                 |             | 18e          |  |              |  |                   |
| 2002 | 119e            | 96e                  | 32e            | ↑                | 78e             |             | 105e         |  |              |  |                   |
| 2003 | 9e              | 7e                   | 10e            | 11e              | 56e             |             | 44e          |  |              |  |                   |
| 2004 | 133e            | 17e                  | 19e            | 8e               |                 | 98e         |              |  |              |  |                   |
| 2005 | 150e            | 9e                   | 44e            | 74e              |                 |             |              |  | 61e          |  | 134e (UPT)        |
| 2006 | 89e             | 25e                  |                | 10e              |                 | 9e          |              |  |              |  | 125e (UPT)        |
| 2007 | 121e            | 58e                  |                | 36e              |                 | 70e         |              |  |              |  |                   |
| 2008 |                 | 36e                  |                | 7e               |                 |             |              |  |              |  | 77e (UPT)         |
| 2009 | 65e             | 23e                  |                | ↑                | 5e              | 13e         | 15e          |  | 19e          |  | 27e (UWK)         |
| 2010 | 31e             | 31e                  |                | 12e              | 43e             | 53e         |              |  |              |  |                   |
| 2011 |                 | 39e                  |                | 40e              |                 | 94e         |              |  |              |  |                   |

Wielerploegen van Sergej Ivanov
Andersson ·
Blijlevens ·
Capiot ·
de Jongh ·
de Koning ·
den Bakker ·
Dubbeldam ·
Hamburger · 
Hoffman · 
Ivanov ·
Kjærgaard ·
Knaven ·  
Michaelsen ·
Pétilleau ·
Redant (tot 30/04) ·
Roux · 
Skibby ·
van der Steen ·
Van Dyck ·
Van Petegem ·
Voskamp · 
Asmaker (stagiair) ·
van Kessel (stagiair) ·
Vries (stagiair)
Andersson ·
Asmaker ·
Blijlevens ·
Capiot ·
de Jongh ·
Dubbeldam ·
Hoffman · 
Ivanov ·
Knaven ·  
Lafis ·
Larsen ·
Michaelsen ·
Møller ·
Oesjakov ·
Roux · 
Van Bondt ·
van der Ven ·
Van Dyck ·
van Kessel ·
Van Petegem ·
Voskamp · 
Vries
Asmaker ·
Blijlevens ·
Capiot ·
Casarotto ·
de Jongh ·
Hoffman · 
Ivanov ·
Klier ·
Knaven ·  
Lafis ·
Møller (tot 31/07) ·
Oesjakov ·
Van Bondt ·
van der Ven ·
Van Dyck ·
van Kessel ·
Van Petegem ·
van Steen ·
Voskamp · 
Vries ·
Kleynen (stagiair) ·
Scheirlinckx (stagiair) ·
Schmitz (stagiair)
Bruylandts (tot 31/03) ·
Capiot (tot 30/04) ·
Ivanov ·
Kleynen ·
Klier ·
Knaven ·  
Koerts ·
Lafis ·
Löwik ·
Magnusson ·
McEwen ·
Michajlov ·
Moerenhout ·
Ronellenfitsch ·
Schmitz ·
Spinelli ·
Van Bondt ·
van der Ven ·
van Kessel ·
Van Petegem ·
van Steen ·
Vansevenant · 
Vries ·
de Jong (stagiair) ·
Ruyloft (stagiair) ·
Van Der Auwera (stagiair)
Baldato · Basso · Belli · Casagrande · Fincato · Frigo · Giordani · Hoestov · Ivanov · Kirchen · Konysjev · Loda · Mazzanti · Peron · Petacchi · Petito · Pozzi · Rumšas · Tiralongo · Tosatto · Valjavec · Albasini (stagiair) · Moletta (stagiair) · Pietropolli (stagiair)
Baldato · Bartoli · Basso · Belli · Filippo Casagrande · Francesco Casagrande · Hoestov · Hontsjar · Ivanov · Kirchen · Konysjev · Loda · Montgomery · Nocentini · Petacchi · Petito · Pozzi · Štangelj · Tiralongo · Tosatto · Valjavec · Velo · Zanette · Zanotti · Facci (stagiair) 
Bartoli · Basso · Bruseghin · Cancellara · Chicchi · Cioni · de los Ángeles · Facci · Frigo · González · Hoestov · Ivanov · Kirchen · Larsson · Loda · Montgomery · Petacchi · Petito · Pozzato · Štangelj · Tosatto · Trenti · Valjavec · Velo · Zanette (tot 10/01) · Zanotti · Sánchez (stagiair)
Aerts ·
Aldag ·
Baumann ·
Botero ·
Evans ·
Guerini ·
Hiekmann ·
Ivanov ·
Jakovlev ·
Kessler ·
Klier ·
Klöden ·
Konečný ·
Korff ·
Nardello ·
Savoldelli ·
Schaffrath ·
Schmitz ·
Schreck ·
Steinhauser ·
Ullrich  ·
Vinokoerov ·
Werner ·
Wesemann ·
Zabel ·
Burghardt (stagiair) ·
Haussler (stagiair) 
Aldag ·
Baumann ·
Burghardt ·
Giling ·
Guerini ·
Hiekmann ·
Ivanov ·
Jakovlev ·
Kessler ·
Klier ·
Klöden ·
Kohl ·
Konečný ·
Korff ·
Lara ·
Nardello ·
Pollack ·
Schaffrath ·
Schmitz ·
Schreck ·
Sevilla ·
Steinhauser ·
Ullrich ·
Vinokoerov ·
Werner ·
Wesemann ·
Zabel ·
Bengsch (stagiair) ·
Martens (stagiair) ·
Westphal (stagiair)
Baumann ·
Bernucci ·
Burghardt ·
Davis ·
Gerdemann ·
Giling ·
Greipel ·
Guerini ·
Hontsjar ·
Ivanov ·
Kessler ·
Kirchen ·
Klier ·
Klöden ·
Kohl ·
Korff ·
Ludewig ·
Mazzoleni ·
Nardello ·
Pollack ·
Raboň ·
Rogers   ·
Schmitz ·
Schreck ·
Sevilla (tot 31/07) ·
Sinkewitz ·
Ullrich (tot 31/07) ·
Wesemann ·
Ziegler ·
Cavendish (stagiair) 
Abakoumov ·
Bazajev ·
Colom ·
de Kort ·
Frei ·
Goerov ·
Haselbacher ·
Iglinski ·
Ivanov ·
Jakovlev ·
Joachim · 
Kasjetsjkin (tot 31/08) · 
Kemps · 
Kessler (tot 15/07) ·
Klöden ·  
Kolesov ·
Mazet · 
Mazzoleni (tot 15/07) ·
Michajlov ·
Mizoerov ·  
Morabito ·
Moeravjov · 
Navarro ·
Rast ·
Redondo (tot 15/08) ·  
Savoldelli ·
Schär · 
Sladkov ·
Vinokoerov (tot 31/07) 
Bazajev ·
Brajkovič ·
Colom ·
Contador ·
de Kort ·
Frei ·
Goesev (tot 31/07) ·
Haselbacher ·
Horner ·
Iglinski ·
Ivanov ·
Jakovlev ·
Joachim · 
Kemps · 
Kirejev ·
Klöden ·  
Köpeşov ·
Leipheimer ·
Mazet · 
Mizoerov ·  
Morabito ·
Moeravjov · 
Navarro ·
Noval ·
Paulinho ·
Rast ·
Rubiera ·  
Schär · 
Vaitkus ·
Zejts
Bodrogi · 
Botsjarov ·
Broett · 
Colom · 
Dehaes (tot 30/06) ·
Galimzjanov ·
Horrach · 
Ignatjev · 
Ivanov ·
Jeskov ·
Karpets · 
Klimov · 
Markov · 
Mazzanti · 
McEwen · 
Michajlov ·  
Napolitano · 
Petrov · 
Pfannberger · 
Pozzato · 
Rovny · 
Serov · 
Steegmans (tot 31/07) · 
Swift · 
Troesov · 
Vandenbergh · 
Vantomme ·
Debusschere (stagiair) ·
Ovetsjkin (stagiair) 
Bandiera · 
Bodrogi · 
Botsjarov ·
Broett · 
Caruso ·
Chalilov ·
Galimzjanov ·
Goesev ·
Horrach · 
Ignatjev · 
Ivanov ·
Jeskov ·
Karpets ·
Kirchen (tot 31/07) · 
Klimov · 
Kolobnev ·
Kritski ·
Mazzanti · 
McEwen ·   
Napolitano ·
Ovetsjkin · 
Petrov · 
Pliușchin · 
Pozzato · 
Rodríguez · 
Silin · 
Troesov · 
Vandenbergh · 
Vantomme ·
Vorganov ·
Antonov (stagiair) ·
Mironov (stagiair) ·
Porsev (stagiair)
Arguelyes · 
Broett · 
Caruso ·
Di Luca ·
Galimzjanov ·
Goesev ·
Horrach · 
Hoste · 
Ignatenko · 
Ignatjev · 
Isajtsjev ·
Ivanov ·
Karpets ·
Koetsjynski ·
Kolobnev ·
Kritski ·
Losada · 
Mironov ·
Moreno ·   
Ovetsjkin · 
Paolini ·
Pliușchin · 
Porsev · 
Pozzato · 
Rodríguez · 
Silin · 
Troesov · 
Trofimov ·
Vandenbergh · 
Vantomme ·
Vorganov